# Adolf-Reichwein-Hochschule
Unter dem Namen Adolf-Reichwein-Hochschule bestand in Niedersachsen vom 15. Januar 1946 bis 1969 eine Pädagogische Hochschule zuerst in Celle, dann ab 1953 in Osnabrück.

## Adolf-Reichwein-Hochschule Celle 1946–1953
Vom 15. Januar 1946 bis zum Umzug im Spätsommer 1953 nach Osnabrück bestand eine Pädagogische Hochschule in Celle. Der Direktor war Hans Bohnenkamp (1893 bis 1977), der im Auftrag der britischen Besatzungsmacht den Standort ausgewählt hatte, um eine Ausbildung für die dringend benötigten Volksschullehrer einzurichten. Ein verkürztes Studium von eineinviertel Jahren sollte dem akuten Lehrermangel schnell entgegenwirken, wozu anfangs 60 Studierende ausgewählt wurden. Zum Sommersemester 1951 wurden 82 Studierende neu zugelassen. Insgesamt haben ca. 500 Studierende hier abgeschlossen.
Bohnenkamp gewann den Leiter der Stadtkantorei, Professor Fritz Schmidt, und den Schulrat des Landkreises Heinrich Pröve als erste Dozenten für die PH. Pröve war am Ende der Weimarer Republik Professor für Geschichte an der Pädagogische Akademie in Altona gewesen. Für Bohnenkamp gab es in der neuen Lehrerbildung zwei Traditionen: die Jugendbewegung und die pädagogische Bewegung der 1920er Jahre. Am 20. Oktober 1946, zwei Jahre nach der Hinrichtung Adolf Reichweins, wurde der PH der Name „Adolf-Reichwein-Hochschule“ verliehen. Reichwein gehörte wie Bohnenkamp der Wandervogelbewegung an. Als Mitglied des „Kreisauer Kreises“ war er aktiv im Widerstand gegen das NS-Regime.
Im Herbst 1946 zog die PH in den Westflügel der Altstädter Schule (auch „Glasschule“), die 1927/28 im Bauhausstil von Otto Haesler gebaut worden war. Neben Bohnenkamp, Schmidt und Pröve gehörten sieben Dozenten zum Lehrkörper: u. a. Helmuth Kittel, Frau Birkemeyer, Heinrich Vogeley und Walter Breidenbach. Zum Zeitpunkt des Wegzugs 1953 lehrten 17 hauptamtliche Lehrkräfte.

## Adolf-Reichwein-Hochschule Osnabrück 1953–1969

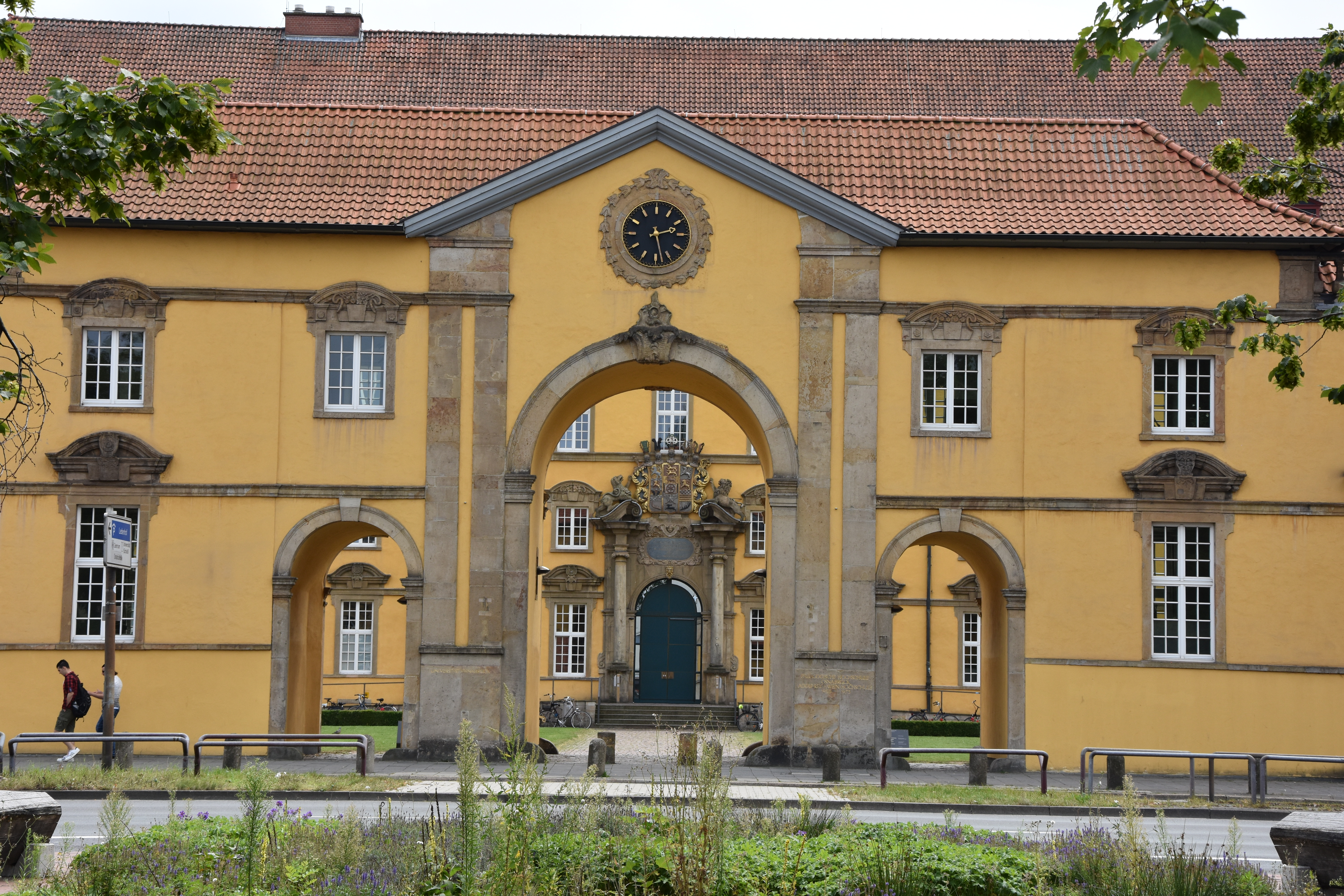
Eingang zum Schlosshof in Osnabrück, unten rechts am Hauptpfeiler befindet sich eine Inschrift als Erinnerung an die Adolf-Reichwein-Hochschule

In Osnabrück bestand die Adolf-Reichwein-Hochschule weiter bis zur Integration in die Pädagogische Hochschule Niedersachsen, Abteilung Osnabrück, im Jahr 1969. Nach der Umzugsphase nach Osnabrück in das dortige Schloss leitete Helmuth Kittel die Hochschule von 1954 bis 1959. Schnell stiegen die Studierendenzahlen an. Dozenten, die später auch in der Gründerzeit der Universität Osnabrück lehrten, waren 1953 Elisabeth Siegel, Emil Gostischa (Psychologie), Walter Breidenbach (Mathematik),  Walther Söthje (Musikerziehung), Heinrich Vogeley (Deutsche Sprache und Methodik des Deutschunterrichts) und Horst Wetterling (Pädagogik). Vogeley leitete die PH von 1959 bis 1962, Kurt Sydow von 1962 bis 1965, Horst Haller von 1967 bis 1969. 1973 wurde die Universität Osnabrück gegründet, die 1974 den Studienbetrieb aufnahm und die Lehrerausbildung für alle Schularten anbot.